# Paradajské jazero
Paradajské jazero (dawniej też: Ottergrund, Ottergrundský tajch, Ottergrundské jazero) – sztuczny zbiornik zaporowy w Górach Szczawnickich na Słowacji. Należy do dużej grupy tego typu zbiorników, zwanych w bańskoszczawnickim okręgu górniczym tajchami, budowanych w XVI–XVIII w. w celu gromadzenia wody niezbędnej do napędu urządzeń górniczych i hutniczych.

## Położenie
Leży w centralnej części Gór Szczawnickich, w granicach miasta Bańska Szczawnica, na wschodnich stokach wzniesienia Paradajs, 1 km na południe od przełęczy Červená studňa. Jest to najwyżej położony z bańskoszczawnickich tajchów. Korona zapory zbiornika leży na wysokości ok. 810 m n.p.m.

## Historia
Zbiornik powstał w połowie XVIII w., zapewne przed 1759 r.

## Charakterystyka
Zapora ziemna, tworząca zbiornik, ma długość 44 m i wysokość 7 m. Powierzchnia lustra wody zbiornika wynosi 0,4 ha, największa głębokość 6,6 m, objętość zbiornika 25 300 m³. Woda do zbiornika doprowadzana była siecią kanałów, głównie ze stoków Paradajsu.
Tuż powyżej zbiornika znajduje się tzw. Trubanov majer. Są to najwyżej położone (ok. 820 m n.p.m.) zabudowania mieszkalne w Bańskiej Szczawnicy.

## Turystyka
Drogą biegnącą kilkadziesiąt metrów poniżej zapory prowadzi niebiesko znakowany  szlak turystyczny (Chodník Andreja Kmeťa) z przełęczy Červená studňa na Sitno. Przez samą koronę zapory biegnie jedna ze ścieżek dydaktycznych, zapoznających z miejscowymi tradycjami górnictwa kruszców (Náučný chodník Milana Kapustu po žile Terézia). Z korony zapory interesujący widok na Bańską Szczawnicę i otaczające ją góry.